# Nihon chinbotsu (film 2006)
Nihon chinbotsu (日本沈没? lett. "Il Giappone affonda") è un film del 2006 diretto da Shinji Higuchi.
È una pellicola di genere catastrofico, rifacimento del film omonimo (in italiano Pianeta Terra: anno zero) del 1973 tratto dal romanzo omonimo Nihon chinbotsu dello stesso anno dello scrittore giapponese Sakyō Komatsu.
È noto anche con i titoli internazionali Japan Sinks, The Sinking of Japan, Doomsday: The Sinking of Japan.